# Jordi Gómez
Jordi Gómez García-Penche (Barcelona, 25 mei 1985) is een Spaans profvoetballer die bij voorkeur als middenvelder speelt. Hij tekende in mei 2014 een driejarig contract bij Sunderland AFC, dat hem transfervrij overnam van Wigan Athletic.
Jordi Gómez kwam in 1996 van UB Catalonia naar FC Barcelona. Vanaf 2005 was hij actief in Barça B. Jordi Gómez speelde twee officiële wedstrijden in het eerste elftal. Op 15 november 2005 debuteerde Jordi Gómez als invaller voor Deco in het duel tegen Gimnàstic de Tarragona in de halve finale van de Copa de Catalunya. Twee maanden later, in januari 2006, kwam de Spanjaard tegen Zamora CF in de achtste finale van de Copa del Rey als vervanger van Thiago Motta in het veld. Na de degradatie van Barça B in 2007 naar de Tercera División vertrok Jordi Gómez naar RCD Espanyol B. In het seizoen 2008-2009 werd Jordi Gómez uitgehuurd aan Swansea City, waar manager Roberto Martínez destijds actief was. Toen Roberto Martínez tekende bij Wigan Athletic, nam hij Jordi Gómez samen met Jason Scottland mee naar zijn nieuwe club.

## Erelijst
| FA Cup | 1x | 2012/13 |